# Габліцбах (річка)
Габліцбах (нім. Gablitzbach) — ліва притока річки Відень у Нижній Австрії.
Джерела Габліцбаху знаходяться згідно з ÖK50 BEV на схід від перевалу Рідерберг поблизу поселення Вальдхайм і на південному схилі Раухбухберга приблизно на 380 м. A. в муніципалітеті Зігарткірхен.
У подальшому простягається послідовно на південний схід. Протікає через однойменне місто Ґабліц, потім досягає Пуркерсдорфа, де впадає на схід від центру міста та підземного переходу дороги B1 під старою західною залізничною лінією зліва в провідну річку Відень.